# Tampere
Tampere (Tammerfors és el nom suec) és una ciutat al sud de Finlàndia, capital de la regió de Pirkanmaa, i és la tercera ciutat més important de Finlàndia després de Hèlsinki i Espoo. Està situada entre els llacs Näsijärvi i Pyhäjärvi. La diferència d'alçada de 18 metres entre aquests dos llacs va fer del canal que els comunica (els ràpids de Tammerkoski) que tingués un paper decisiu en el desenvolupament de la ciutat, com a font d'energia, al principi com a motor industrial i posteriorment en generació d'electricitat.

## Transports
Amb el segon aeroport més transitat del país, Tampere és també un important nucli en comunicació.
Uneix les línies ferroviàries de tot Finlàndia: des del sud (Hèlsinki), l'est (Jyväskylä), l'oest (Turku) i el nord (Oulu i Rovaniemi).
El principal transport públic dins la ciutat és el servei d'autobús, format per més de 30 línies i amb una freqüència de pas adequada.

## Educació
Actualment hi ha diversos centres universitaris importants a Tampere, dels que en destaquen: la Universitat de Tampere, la Universitat Tècnica de Tampere, la Universitat Politècnica de Tampere (Tampereen Ammattikorkeakoulu o TAMK) i la Universitat de Ciències Aplicades de la regió de Pirkanmaa (Pirkanmaan Ammattikorkeakoulu o PIRAMK) a més de diversos centres de formació professional, com per exemple l'Institut de Policia.

## Llocs d'interès
La ciutat de Tampere té un marcat perfil industrial, caracteritzat per les construccions en maó vermell, orgull de la ciutat.
Molt a prop del centre de la ciutat (Keskustori o "Plaça del centre"), podem trobar el darrer vestigi d'aquesta època d'expansió de la ciutat: el complex industrial de Finlayson, l'antiga fàbrica tèxtil que va donar llocs de treball i vigor a la ciutat. Avui en dia, l'edifici principal segueix en peu i és destinat principalment a restauració (planta baixa), oficines (plantes superiors), museu de l'espionatge (soterrani) i cinema (edifici Plevna). A través del pati interior arribem al museu tèxtil situat als antics apartaments dels treballadors de la fàbrica.
Molt a prop de Finlayson podem trobar el museu Vapriiki, amb exposicions permanents sobre la història de la ciutat i diverses exposicions itinerants (l'any 2007 dedicat a la Xina i el 2008 al Tibet).
Al pocs minuts del centre, tocant amb el llac Näsijärvi, trobem un dels ports de la ciutat i el parc d'atraccions de Särkänniemi. Tot i que el parc d'atraccions només obre a l'estiu, durant la resta de l'any podem visitar l'aquari, el Museu d'Art Modern Sara Hilden, el planetari i la torre d'observació Näsinneula, amb unes vistes excel·lents de tota la ciutat i coronada amb un dels millors restaurants de la ciutat, situat en una plataforma giratòria.
Hi ha un interessant repertori d'esglésies, principalment luteranes i ortodoxes, per tota la ciutat. Cal destacar la Kalevan Kirkko, dissenyada per l'arquitecte Reima Pietilä, l'església ortodoxa i la catedral de Tampere, o Tuomiokirkko.
Altres llocs d'interès pels amants de la natura són l'Arboretum (una petita reserva forestal a tocar de la ciutat amb centenars d'espècies de plantes, adequadament etiquetades) i el parc de Pyynikki (situat al capdamunt de l'únic turó de la ciutat, amb l'antiga torre de guaita de la ciutat). A tots dos llocs s'hi pot arribar fàcilment passejant. Evidentment, és aconsellable visitar-los a l'estiu.
Hi ha un gran nombre de museus per tota la ciutat, entre ells el museu Lenin (Lenin va conèixer Stalin en una trobada a la ciutat de Tampere, l'any 1905), el museu de Moomin, el museu de nines i vestits, etc.

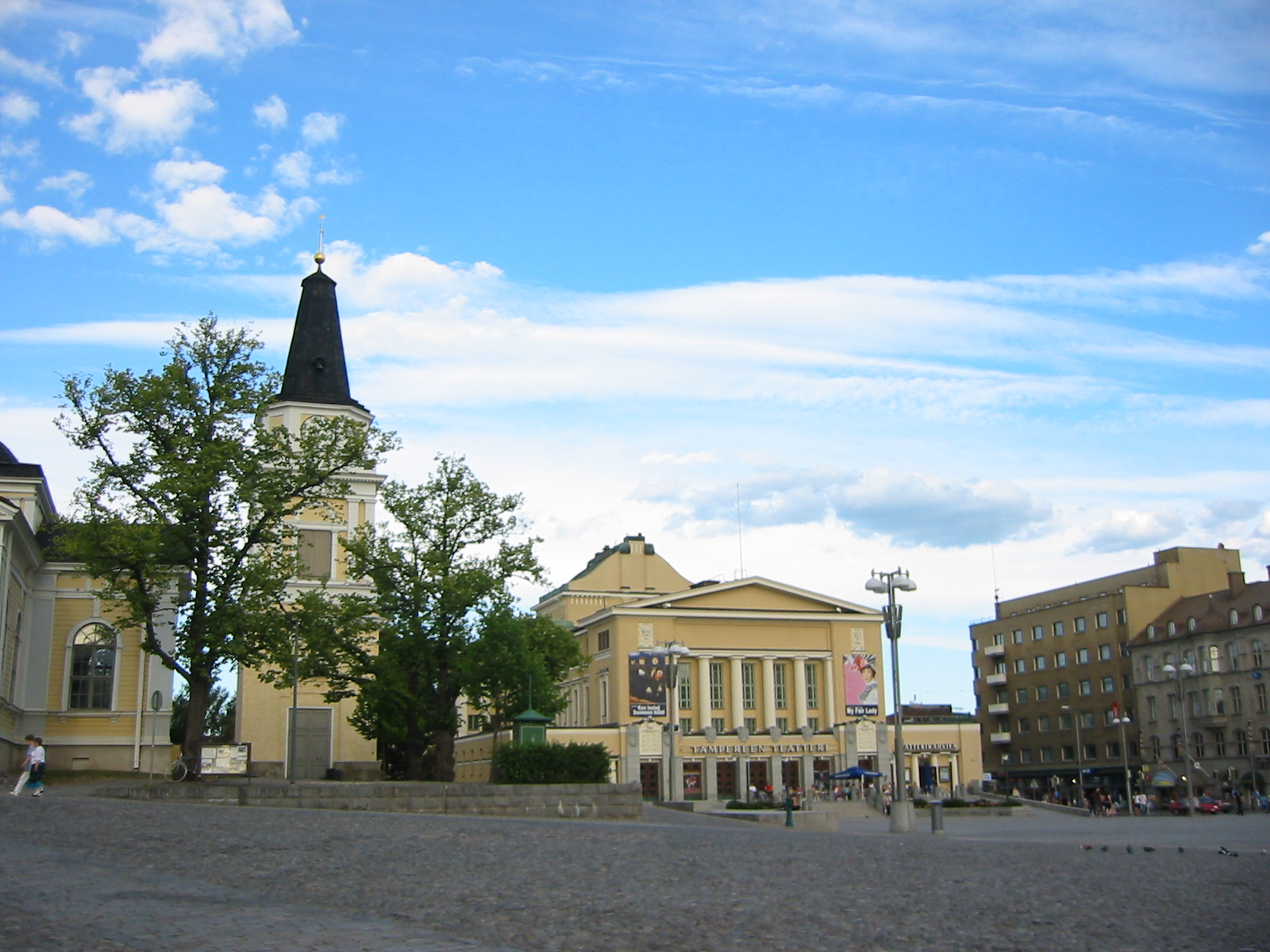
Plaça del centre de Tampere.
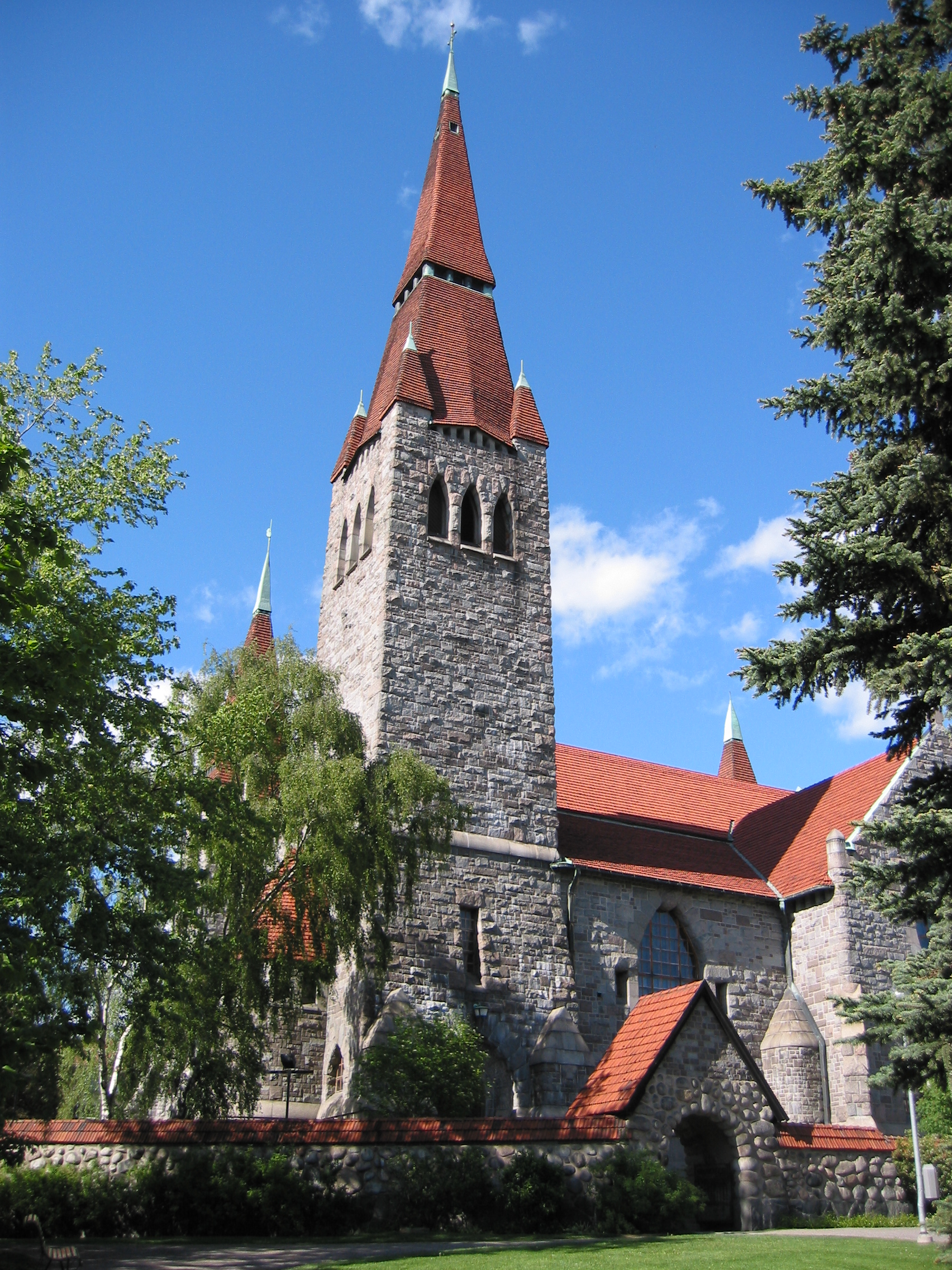
Catedral de Tampere.
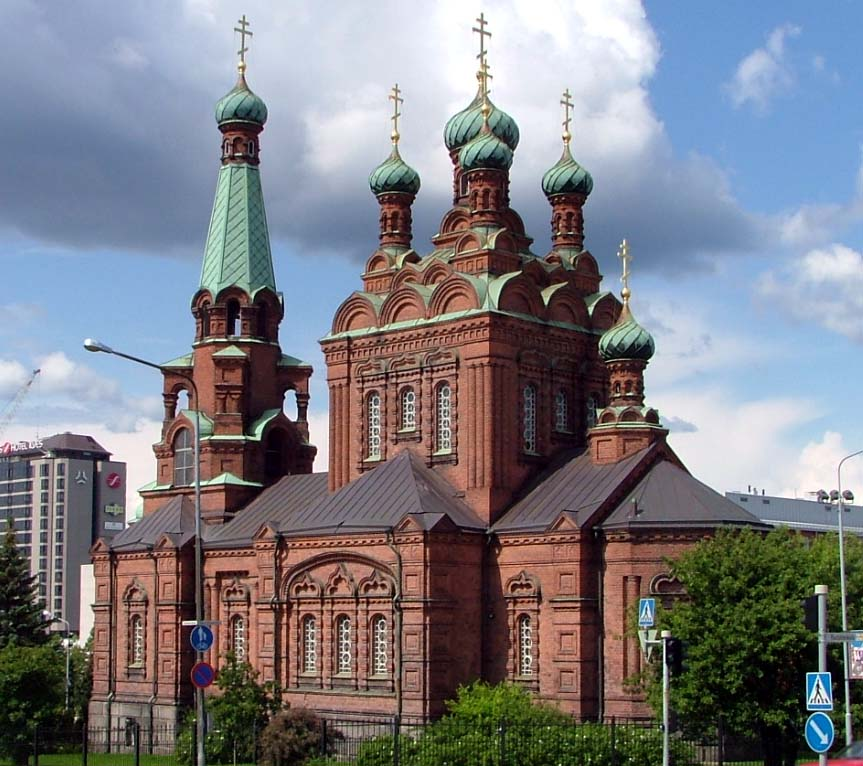
Església ortodoxa de Tampere.
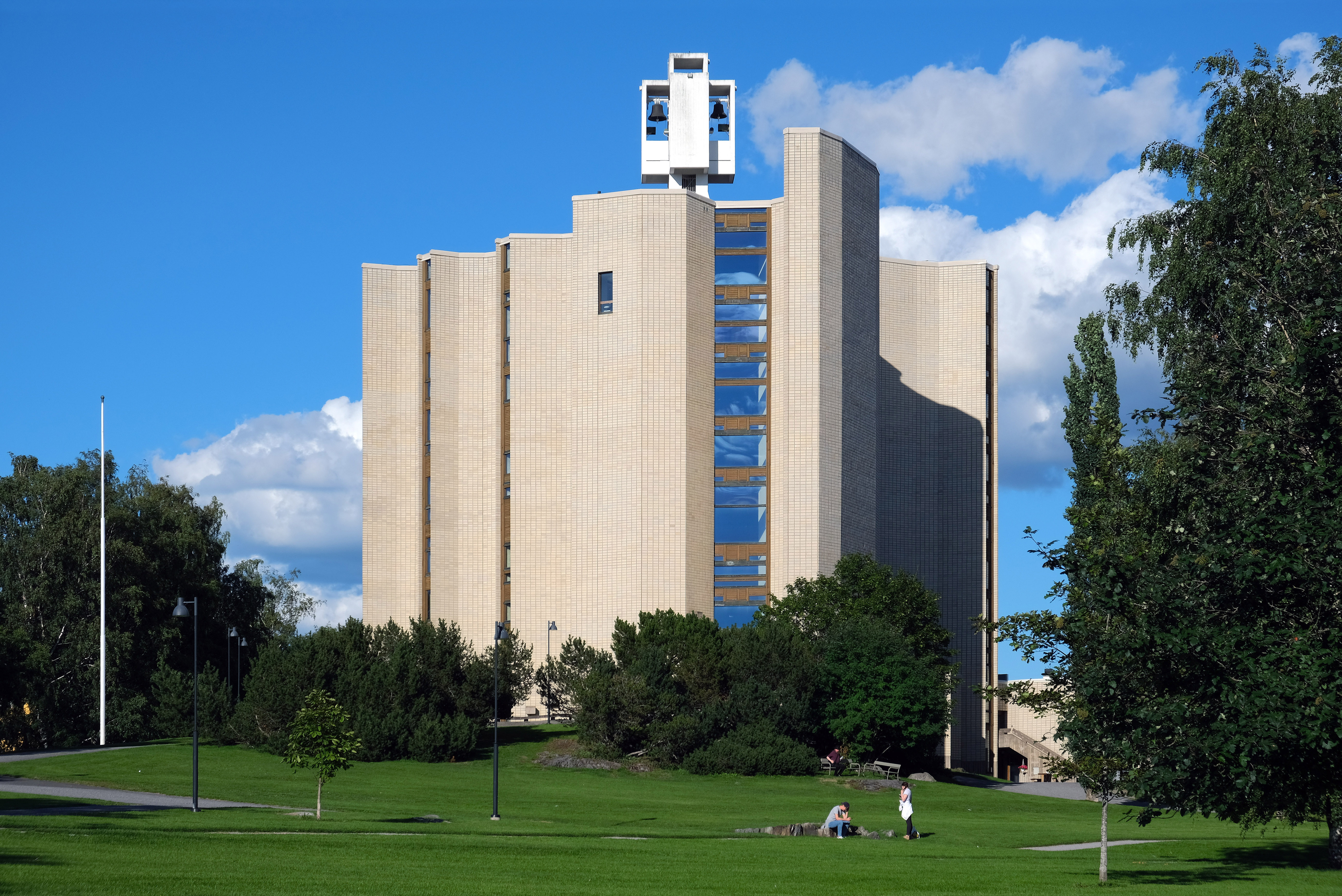
Església de Kaleva, o Kalevan kirkko.

## Història
Tampere va ser fundada com una àrea de comerç al voltant del riu Tammerkoski el 1775 per Gustau III de Suècia i quatre anys després va esdevenir ciutat. Posteriorment els ràpids van caracteritzar la ciutat com a nucli industrial en ràpid desenvolupament. Durant la segona meitat del Segle XIX, Tampere concentrava la meitat de la indústria de tot Finlàndia.
L'1 de novembre de 1905, durant la Revolució Russa de 1905, es proclamà la Declaració Roja de Yrjö Mäkelin a la plaça central (Keskustori), desembocant al Sufragi Universal. Durant la Guerra Civil de Finlàndia, iniciada el 1918, Tampere fou un lloc estratègic de resistència roja.
Des de mitjans dels anys 90, el pes específic industrial de la ciutat ha anat migrant cap al sector de les noves tecnologies, principalment telecomunicacions i tecnologies de la informació.

## Personatges il·lustres
- Minna Canth, escriptora i feminista finlandesa.

## Ciutats agermanades
Tampere manté una relació d'agermanament amb les següents ciutats:
- Miskolc (Hongria), des del 1963
- Brasov (Romania), des del 1981
- Chemnitz (Alemanya), des del 1961
- Essen (Alemanya), des del 1961
- Canton (Xina), des del 2008
- Kaunas (Lituània), des del 1997
- Kíiv (Ucraïna), des del 1954
- Kópavogur (Islàndia), des del1964
- Łódź (Polònia), des del 1958
- Nizhni Novgorod (Rússia), des del 1995
- Norrköping (Suècia), des del 1956
- Odense (Dinamarca), des del 1966
- Olomouc (República Txeca), des del 1986
- Syracuse (Estats Units d'Amèrica), des del 1981
- Tartu (Estònia), des del 1992
- Trondheim (Noruega), des del 1964
- Mwanza (Tanzània)
- Klaksvík (Illes Fèroe, Dinamarca)
- Linz (Àustria), des del 1961